# Sœurs annonciades d'Heverlee
Les Sœurs annonciades d'Heverlee sont une congrégation religieuse féminine enseignante de droit pontifical.

## Historique
Le 27 mai 1785, l'abbé Pierre Jacques De Clerck (1742-1831), curé de Veltem, achète une vieille maison dans sa paroisse pour en faire une école qui est placée sous le patronage de sainte Ursule. Le 8 janvier 1787, l'école commence sous la conduite de Maria Josépha Gardet et deux compagnes. Le 2 février 1791, jour de la fête de la Présentation, elles prononcent leurs vœux et font une retraite spirituelle de huit jours avec Joanna Francisca Borry comme supérieure. L'année suivante, elle est admise à faire profession religieuse. La révolution française met à un frein à son élan. L'abbé est pourchassé et mis en prison à Cambrai. Après la tourmente, il fonde une école à Reninge puis une autre à Buken mais meurt le 24 janvier 1831 à Veltem sans voir la reconnaissance officielle de ses institutions.
En 1831, l’abbé François Thijs (1789-1862) est nommé curé de Veltem ; il met tout en œuvre pour donner un statut canonique officiel aux sœurs. Le 23 mars 1833, il présente à l’archevêque de Malines une requête officielle demandant la reconnaissance de la fondation de l’abbé De Clerck en congrégation religieuse. Le 24 août 1833, Mgr Engelbert Sterckx approuve par décret les statuts des sœurs, leur recommande la règle de l’ordre de l'Annonciation de la Vierge Marie et les autorise à porter l’habit des annonciades. Par un décret de 1854, le cardinal Sterckx promulgue que chaque filiale de Veltem peut demander son autonomie.
En 1894, le chanoine Xavier Temmerman (nl) (1850-1920) fonde une congrégation d'annonciade à Heverlee avec quelques postulantes formées par les annonciades de Huldenberg. L'institut d'Heverlee devient autonome en 1907 par décret du cardinal Désiré-Joseph Mercier, archevêque de Malines, et confié au gouvernement de la mère Alfonsina Hofs, qui le dirige jusqu'à sa mort en 1942. Dès 1931, la congrégation d'Heverlee envoie des sœurs en Afrique, d'abord au Congo, puis au Burundi.

## Activités et diffusion
Les sœurs se consacrent principalement à l'enseignement.
Elles sont présentes en:
- Europe : Belgique, France.
- Afrique : Burundi, Cameroun, République démocratique du Congo.

La maison-mère est à Heverlee.
En 2017, la congrégation comptait 205 sœurs dans 29 maisons.